# Wageningen, Surinam
Wageningen este un oraș agricol din districtul Nickerie, Surinam. Are o pistă de aterizare și un dispensar.